# .sm
.sm és el domini de primer nivell territorial (ccTLD) de San Marino.